# Pietro Nicolini da Sabbio

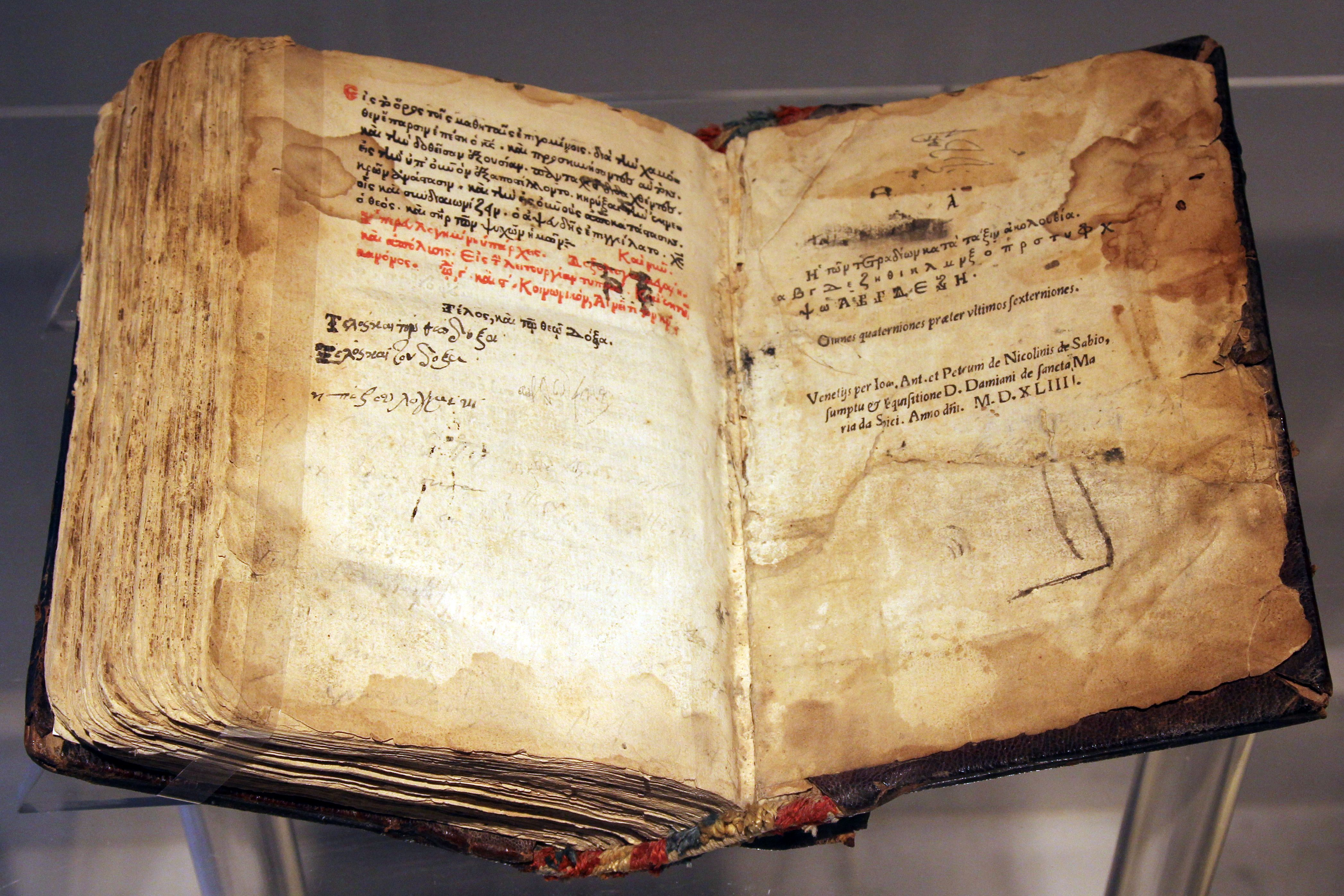
Pentekostarion, Venècia, 1544

Pietro (di) Nicolini da Sabbio (en llatí Petrus de Nicolini de Sabio) (Sabbio Chiese, c. 1500 - ?, després de 1555) fou un impressor venecià.
Pietro va néixer cap al 1500 a Sabbio Chiese. Se'n va anar amb els seus germans Giovanni Antonio i Stefano a Venècia. Allí probablement va passar a formar part del negoci d'impremta de Giovanni Antonio.
El 1533 apareix per primer cop una obra impresa amb el seu nom. En seguiren d'altres, inclosos llibres litúrgics en la llengua grega.
El 1547 fou nomenat administrador de l'herència de Giovanni Antonio. Va assumir la gestió de la casa d'impremta, en la que el seu germà Giovanni Maria i els seus nebots, Cornelio i Domenico, cooperaren.
El 1555 apareix la darrera obra impresa amb el seu nom. L'any i lloc de aa seva mort són desconeguts.

## Impressions
- Opere toscane di Luigi Alamanni al christianissimo re Francesco primo, in Vineggia: ad instantia di M. Marchio Sessa; per Pietro di Nicolini da Sabbio, 1533.
- Joanot Martorell, Tirante il Bianco valorosissimo caualiere nel quale contiensi del principio della caualleria del stato e ufficio suo, per Pietro di Nicolini da Sabbio, 1538
- Πεντηκοστάριον. Βενετία. Σάβιοι. Pentecostarion, Venezia, per Giovanni Antonio & Pietro Nicolini da Sabbio, sumptu & requisitione Damiano Santa Maria. 1544
- Ortensio Lando, Ragionamenti familiari de diuersi autori, non meno dotti, che faceti, et dedicati alla rara cortesia del molto reuerendo ... Andrea Mattheo d'Acqua Viua, Vinegia, per Pietro, et Zuanmaria fratelli di Nicolini da Sabbio, 1550
- Descrittione di tutta Italia di F. Leandro Alberti Bolognese: nella quale si contiene il sito di essa ... et più gli huomini famosi che l'hanno illustrata ..., appresso Pietro de i Nicolini da Sabbio (per Pietro & Giouan Maria fratelli de i Niccolini da Sabio), 1551
- Quinto libro d'architettura, In Venetia: Per Pietro de Nicolini da Sabbio ad instantia di Melchione Sessa, 1551
- I casi de gli huomini illustri. Opera di m. Giouan Boccaccio partita in noue libri ne quali si trattano molti accidenti di diuersi prencipi; incominciando dalla creatione dil mondo fino al tempo suo, ... tradotti, & ampliati per m. Giuseppe Betussi da Bassano con la tauola di tutte le sentenze, ... In Vinegia: al segno del Pozzo, 1551 (In Vinegia: per Pietro & Giouan Maria fratelli de i Nicolini da Sabbio, 1551 a tredici d'agosto)